# Jang Nok-su
Jang Nok-su, född okänt år, död 1506, var en koreansk konkubin. Hon var kung Yeonsanguns favorit från 1503 och känd för sitt stora inflytande över honom. Hon ska ha behandlat honom som ett barn, och ha inflytande nog att kunna gripa in i alla hans domslut. Hon avrättades efter att han blivit avsatt.  